# Troglodytes monticola
A Troglodytes monticola a madarak osztályának verébalakúak (Passeriformes) rendjébe és az ökörszemfélék (Troglodytidae) családjába tartozó faj.

## Rendszerezése
A fajt Outram Bangs amerikai zoológus írta le 1899-ben.

## Előfordulása
Kolumbiához tartozó Sierra Nevada de Santa Marta hegységben honos. Természetes élőhelyei a szubtrópusi és trópusi hegyi esőerdők, magaslati gyepek és cserjések. Állandó, nem vonuló faj.

## Megjelenése
Testhossza 11 centiméter.

## Természetvédelmi helyzete
Az elterjedési területe kicsi, egyetlen helyről ismert, egyedszáma 50-249 példány közötti és gyorsan csökken. A Természetvédelmi Világszövetség Vörös listáján súlyosan veszélyeztetett fajként szerepel.